# Sica
Sica (em indonésio: Sikka), antigamente grafado Sicca, é um kabupaten (distrito ou regência) da ilha das Flores, província de Sonda Oriental, Indonésia. A circunscrição administrativa ocupa um território de 1 731,92 quilômetros quadrados, com uma população de 278 628 habitantes (em 2008). A capital é Maumere. O território de Sica foi até 1851 uma dependência de Timor Português, sendo naquele ano cedido aos Países Baixos. Os traços da presença portuguesa são ainda visíveis e presentes nos nomes de família e nas práticas religiosas.